# Biblioteca de México José Vasconcelos
La Biblioteca de México  o Biblioteca de México "José Vasconcelos" es un recinto bibliográfico de Ciudad de México, inaugurado en 1946, en el edificio conocido como La Ciudadela. Ubicada en la Plaza de la Ciudadela 4, esquina con la avenida Balderas, a un costado de donde se encuentra la estación Balderas del metro capitalino.

## Datos históricos
La Biblioteca de México fue inaugurada el 27 de noviembre de 1946 por el entonces presidente Manuel Ávila Camacho, quien estuvo acompañado de Jaime Torres Bodet, entonces secretario de Educación pública, y de José Vasconcelos, quien ocupó el cargo de director hasta su muerte en 1959. Al morir Vasconcelos, el cargo de director lo ocupó María Teresa Chávez Campomanes, pionera de la biblioteconomía en México, hasta 1979. Durante este tiempo, la biblioteca se reestructuró e instauró el servicio de estantería abierta.
La biblioteca permaneció cerrada por un tiempo debido a la intervención arquitectónica de Abraham Zabludovsky que buscaba ampliar el espacio del lugar. La Biblioteca de México fue reinaugurada el 21 de noviembre de 1988 por el entonces presidente Miguel de la Madrid. Jaime García Terrés ocupó el cargo hasta su muerte en abril de 1996. En ese mismo año tomó posesión como director de la Biblioteca México Eduardo Lizalde, poeta y escritor mexicano, quien continúa la labor de desarrollo de la biblioteca como centro cultural y de lectura con la introducción de nuevas tecnologías de la información y la modernización de los servicios y la organización documental.
A partir de 2011 se realizó una nueva intervención arquitectónica, que tuvo un costo preliminar de 550 millones de pesos mexicanos. Las autoridades del entonces CONACULTA buscaron darle el nombre «La Ciudad de los Libros y la Imagen», apelativo que terminó en el desuso. El proyecto arquitectónico corrió a cargo del despacho BGP de los arquitectos Alejandro Sánchez, Bernardo Gómez Pimienta y Luis Enrique Mendoza.

### Nombre

Vista aérea de la biblioteca.

Recibió el apelativo de José Vasconcelos en el año 2000, en honor al político, abogado y escritor, que también fue su director hasta 1959, año en que falleció. Para evitar confusiones con la biblioteca ubicada en la zona de Buenavista, se ha decidido manejar sólo el nombre Biblioteca de México. No debe confundirse con la Biblioteca Vasconcelos, a la que frecuente se refieren como a la megabiblioteca de México, ubicada al norte de la ciudad, anexa a la antigua estación de trenes Buenavista, ni tampoco con la Biblioteca Nacional de México, que tuvo su sede en el templo de San Agustín, en el centro histórico y que después se mudó al Centro Cultural Universitario de la UNAM, al sur de la Ciudad de México, donde funciona a la fecha.

## Acervo
La biblioteca comenzó en 1947 con un acervo de 40 000 volúmenes, que se ha ido ampliando: en 2016 contaba con más de 950 000 unidades de información como libros, revistas, periódicos, etc.
Está organizado a partir de las diferentes áreas del conocimiento de acuerdo al sistema de clasificación de Dewey:
- 000 - Obras generales
- 100 - Filosofía y Psicología
- 200 - Religión y Teología
- 300 - Ciencias sociales y Ciencia política
- 400 - Lenguaje y Lingüística
- 500 - Ciencia pura
- 600 - Ciencias aplicadas
- 700 - Bellas artes, juegos, deportes
- 800 - Literatura
- 900 - Geografía e Historia

## Espacios

### Espacios bibliográficos
| Nombre                                     | Descripción | Imagen                                                |
| ------------------------------------------ | --- | ----------------------------------------------------- |
| Sala general                               | Es el espacio de lectura principal de la biblioteca. Se brinda el servicio de préstamo de materiales al público dentro de la sala y cuenta con el servicio de préstamo interbibliotecario. El espacio cuenta al centro con el mural La voluntad de construir del pintor Ángel Zárraga, realizado en 1946. El programa pictórico para este espacio incluía tres murales más, El triunfo del entendimiento, inconcluso, así como El cuerpo humano y La imaginación, obras que no fueron concluidas ante el fallecimiento del artista. | Imagen de la sala general de la Biblioteca de México. |
| Salas de consulta                          | |                                                       |
| Sala infantil                              | Se proporciona servicio de forma grupal o individual a bebés e infantes, niños y niñas en edad preescolar y hasta los 13 años, grupos con discapacidad, padres, madres y otros miembros de la familia, así como a personas que trabajen con el sector infantil. Se brinda talleres de lectura, presentación de cuentos, cursos para el uso de las nuevas tecnologías, préstamo de juguetes que les permitirán potenciar el proceso pre-lector, la creatividad y las habilidades sociales, visitas guiadas y proyección de películas. También se cuenta con una sección de Bebeteca. |                                                       |
| Fondo reservado                            | El Fondo Reservado de la biblioteca incluye 73 mil volúmenes de libros incunables, primeras ediciones y tomos antiguos. Entre ellos las colecciones y acopios de Carlos Basave y del Castillo Negrete, Antonio Caso, Roberto Valles, Felipe Teixidor, José Juan Tablada y Jesús Reyes Heroles. Igualmente cuenta con una hemeroteca histórica comprendida entre 1768 y 1950. |                                                       |
| Fondo México                               | Creado en 1994, contiene un fondo de 20 000 volúmenes sobre la historia, el arte y la literatura de México. |                                                       |
| Sala para Personas con Discapacidad Visual | Cuenta con instalaciones de vanguardia y adecuadas para el desplazamiento de los usuarios tanto con perro guía como con bastón blanco, así como con pisos antideslizantes, mobiliario, cabinas de trabajo, cubículos y equipo electrónico con tecnología de punta en lo referente a grabaciones, programas parlantes e impresión en Braille. Se ofrece una amplia gama de servicios como visitas guiadas, lectura directa, grabaciones, búsqueda bibliohemerográfica y acompañamiento a las diferentes áreas de la Biblioteca cuyo acervo en 250 metros lineales incluye materiales en Braille y audiolibros.También existen actividades que el usuario puede realizar por su cuenta como: uso de los lectores electrónicos, del amplificador de textos, de las computadoras y del material en audio. |                                                       |

#### Bibliotecas personales
El proyecto arquitectónico de 2011 incluyó entre otras obras «La Ciudadela: ciudad de los libros» proyecto que adaptó distintos espacios del edificio para resguardar las bibliotecas personales de los escritores José Luis Martínez, Antonio Castro Leal, Jaime García Terrés, Alí Chumacero y Carlos Monsiváis.
| Nombre                                  | Descripción | Imagen |
| --------------------------------------- | --- | ------ |
| Biblioteca Personal José Luis Martínez  | El acervo de la Biblioteca Personal de José Luis Martinez está integrado por más de 75 000 materiales bibliográficos y hemerográficos sobre literatura mexicana y universal, historia, arte y obras de consulta. Destaca además una hemeroteca que incluye materiales sobre historia de México, literatura, filosofía, filología y suplementos culturales, documentos todos de gran valor histórico y bibliográfico. |        |
| Biblioteca Personal Antonio Castro Leal | El acervo de la Biblioteca Personal de Antonio Castro Leal incluye 50 000 materiales con valiosas colecciones sobre historia de arte, historia de la música, historia de México de los siglos XIX y XX, entre otras cosas. Entre las principales temáticas de la colección destacan la poesía mexicana, literatura española, más de 8000 volúmenes de obras escritas en francés y una amplia colección en lengua inglesa. |        |
| Biblioteca Personal Jaime García Terrés | La Biblioteca Personal de Jaime García Terrés es la que menos materiales contiene del resto de las bibliotecas. Con 19 255 documentos, la biblioteca cuenta con una de las más importantes colecciones de poesía que hay en México. Sobresale también por su sección sobre literatura inglesa. Entre las principales temáticas de la colección destaca las siguientes literaturas: francesa, inglesa, alemana, italiana, portuguesa, rusa, asiática, africana, checoslovaca y húngara. También contiene diccionarios especializados y revistas.                                                                                                 |        |
| Biblioteca Personal Alí Chumacero       | El acervo de la Biblioteca Personal contiene 46 000 materiales que incluyen libros, folletos y publicaciones periódicas. La colección se caracteriza por sus obras sobre literatura, historia, filosofía, arte, antropología, psicoanálisis, arqueología, ciencias sociales y humanidades en general. Destacan los facsímiles de códices, la extensa folletería mexicana y algunas publicaciones periódicas mexicanas. |        |
| Biblioteca Personal Carlos Monsiváis    | La Biblioteca Personal Carlos Monsiváis tiene un acervo de 30 000 materiales. La colección está compuesta por literatura (principalmente cuento), teatro, novela y poesía. Incluye un importante acervo de cine, fotografía artística y ciencias sociales. La hemeroteca cuenta con colecciones de revistas e historietas. Los temas de los materiales abarcan diversos ámbitos de la cultura popular mexicana y latinoamericana. Las colecciones de la biblioteca fueron digitalizadas y se pueden consultar en tabletas que se prestan allí mismo, mientras que las obras que ya han pasado al dominio público están disponibles en Internet. |        |

### Espacios culturales

#### Foro Polivalente «Antonieta Rivas Mercado»
El 29 de agosto de 2013 se inauguró, en su interior, el Foro Polivalente Antonieta Rivas Mercado, con la obra Conferencia sobre la lluvia, de Juan Villoro, dirigida por Sandra Félix e interpretada por Diego Jáuregui, de la Compañía Nacional de Teatro. Es un espacio escénico con capacidad para 170 personas, mismo donde se realizan presentaciones, conferencias y obras teatrales. En su vestíbulo se colocaron obras de Dr. Lakra.

#### Patio Central «Octavio Paz»
El patio central del edificio fue nombrado en honor a Octavio Paz por el centenario de su nacimiento en 2014. Por ello, se colocaron distintas fotografías de gran formato de Paz en los ventanales del espacio. Al centro del patio, coincidiendo con el centro total del edificio, se encuentra la escultura helicoidal «El cernidor» de Jan Hendrix; misma que representa a unas hojas de tabaco superpuestas. El artista la concibió al saberse que el espacio en su concepción original fue un espacio dedicado al cernido de hojas de tabaco.

#### Centro de la Imagen
Anexo a la biblioteca se encuentra el Centro de la Imagen.

## Controversias
En 2014 se suscitó una polémica por el anuncio de la renta de la biblioteca para una fiesta privada con un costo de entrada, organizada por la organización "Asociación de Holandeses en México".

## Directores
- José Vasconcelos (1946-1959)
- María Teresa Chávez Campomanes (1959-1979)
- Jaime García Terrés (1988-1996)
- Eduardo Lizalde (1996-2002)
- Patricia Hernández Salazar (2011-2013)
- Daniel Goldin Halfon 2013-2019
- José Mariano Leyva Pérez-Gay (2019 a la fecha)